# Parque Bustamante (estación)
Parque Bustamante es una estación ferroviaria subterránea de la línea 5 del metro de Santiago de Chile; se encuentra entre las estaciones Baquedano y Santa Isabel, bajo el parque homónimo, en la comuna de Providencia.

## Características y entorno
Parque Bustamante tiene una afluencia de pasajeros regular, que se ve incrementada -excepcionalmente respecto a las demás estaciones- en los horarios de entrada a los colegios, pues un gran porcentaje de los pasajeros que abordan o dejan la estación asisten, ya sea como estudiantes o trabajadores, a centros escolares cercanos. La decoración de la estación se somete a los cánones del entorno, pues muestra alternancia de cuadros blancos con verdes, en directa referencia al parque que se encuentra encima de la estación.
En el entorno inmediato de la estación, se encuentra  hacia el oeste el emblemático Liceo Carmela Carvajal de Prat, segundo mejor liceo municipal del país, el Museo Benjamín Vicuña Mackenna y el Hospital del Trabajador, al costado del parque Bustamante, en Ramón Carnicer 185, esquina avenida Francisco Bilbao. El parque al que debe su nombre es el hito más importante, área verde que se extiende entre la plaza Baquedano (conocida popularmente como plaza Italia) y calle Marín. En él, a pasos de la estación, está el anfiteatro, donde se realizan ferias y espectáculos de diversa índole; un poco más al sur, por la avenida General Bustamante (es decir, por el lado oriente), en la esquina con Jofre está la iglesia de Nuestra Señora de Pompeya, llamada también parroquia de los migrantes.

### Accesos
| Acceso | Intersección                                    |
| ------ | ----------------------------------------------- |
| A      | Av. Francisco Bilbao con Ramón Carnicer         |
| B      | Av. General Bustamante con Av. Francisco Bilbao |

## Origen etimológico
Su nombre proviene del ya mencionado parque Bustamante —y este, de José Antonio Bustamante, militar que combatió en las batallas de Chacabuco y Maipú—, que se ubica justo sobre la estación. Inicialmente tenía el nombre preliminar de «Bilbao», debido a estar ubicado en el cruce de la avenida General Bustamante con la avenida Francisco Bilbao.
Su pictograma presentaba a un árbol, haciendo también referencia al Parque Bustamante.

## MetroArte
Dos meses después de abierta la estación, el 15 de julio de 1997 se inauguró en la mezzanina el conjunto escultórico de Pablo Rivera El sitio de las cosas (hecha de resina de poliéster reforzada y patinada con cobre).
Una década más tarde, la Asociación Chilena de Seguridad —la misma que había sido uno de los patrocinadores de la escultura de Rivera— encargó al pintor Mono González un gran mural para conmemorar los 50 años de la institución. Como resultado, el 30 de septiembre de 2008 se inauguró Vida y trabajo: los ojos y las manos del esfuerzo, obra de 223 metros de largo y 673 m² de pintura que se convirtió en el mural más largo pintado en Chile. González es el fundador y precursor en la gráfica de la característica Brigada Ramona Parra, que durante los años de la Unidad Popular llenó Chile con murales y colores.

## Galería

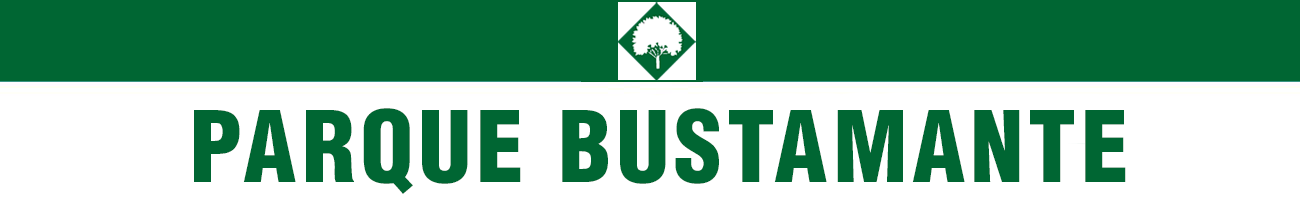
Cenefa utilizada en 1997.
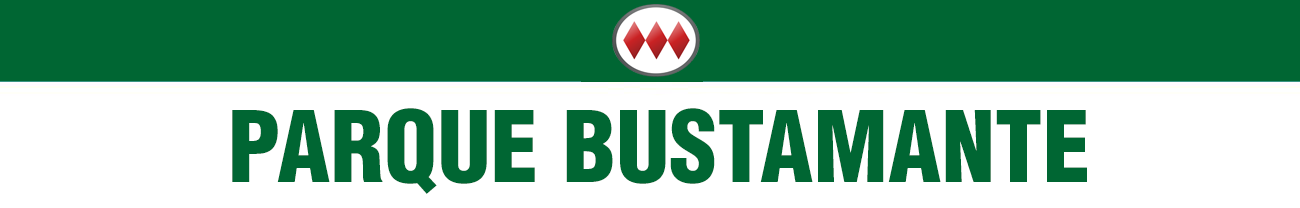
Cenefa utilizada en los andenes.
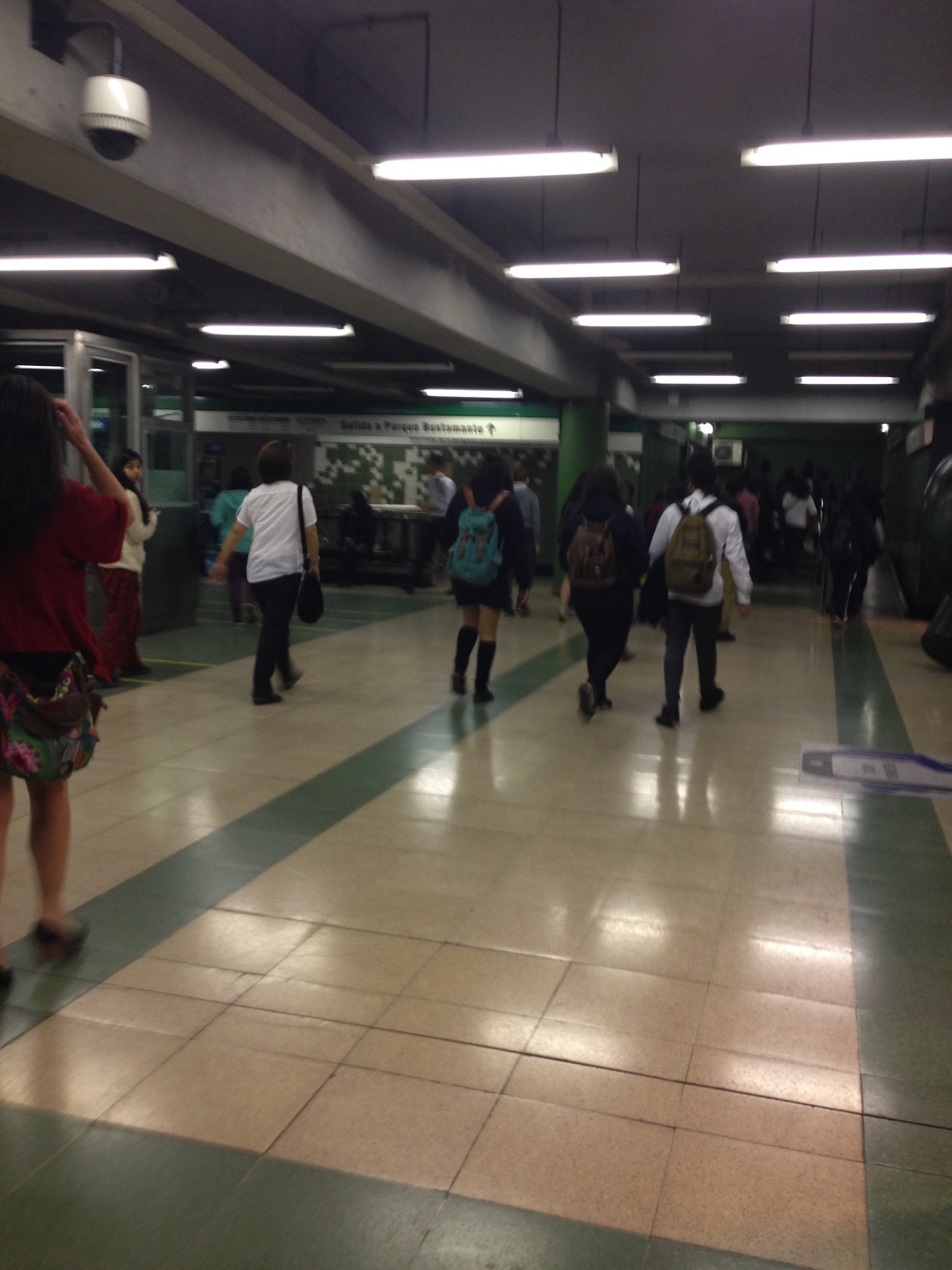
Sector de boleterías.
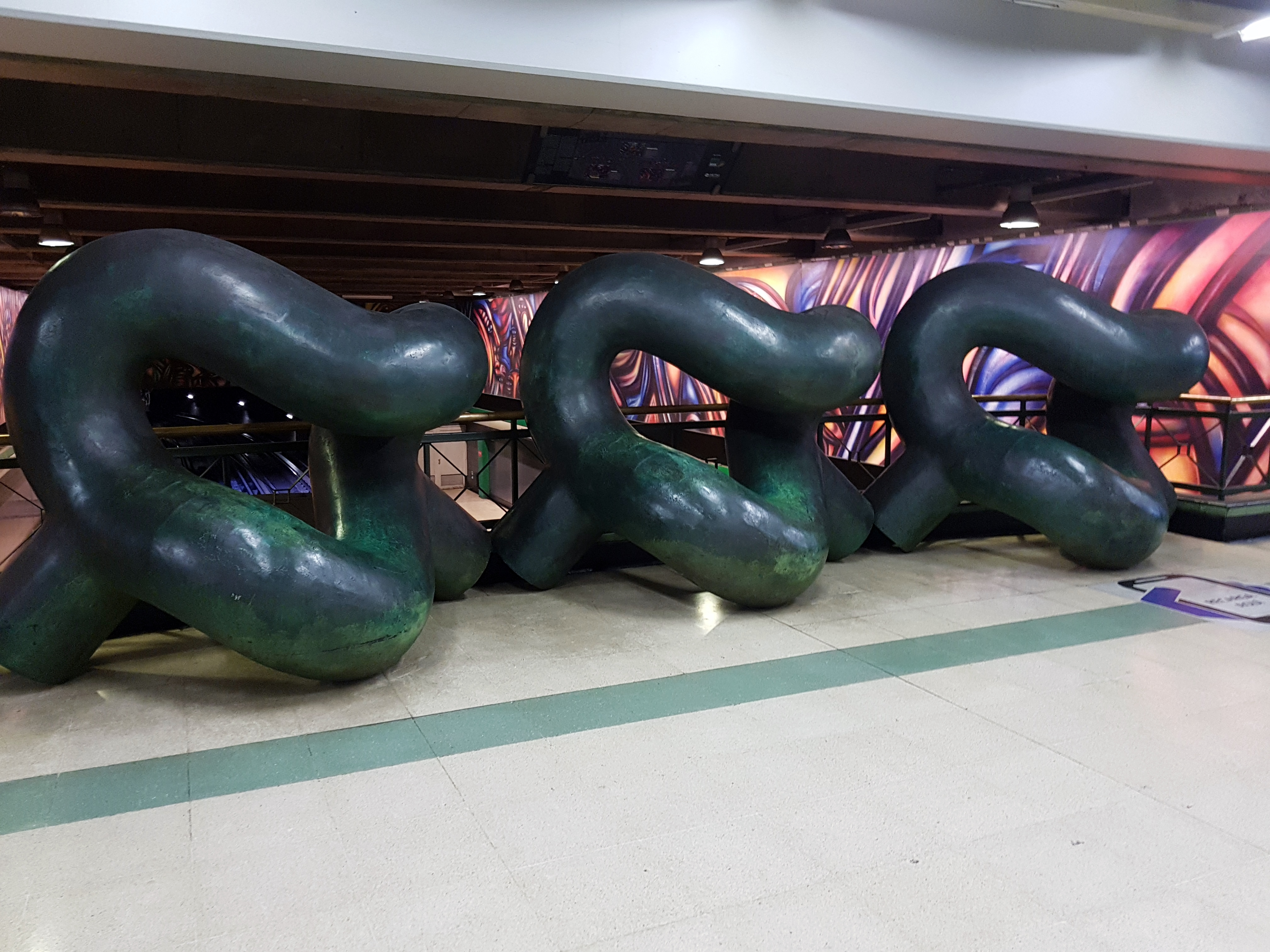
El sitio de las cosas, de Rivera
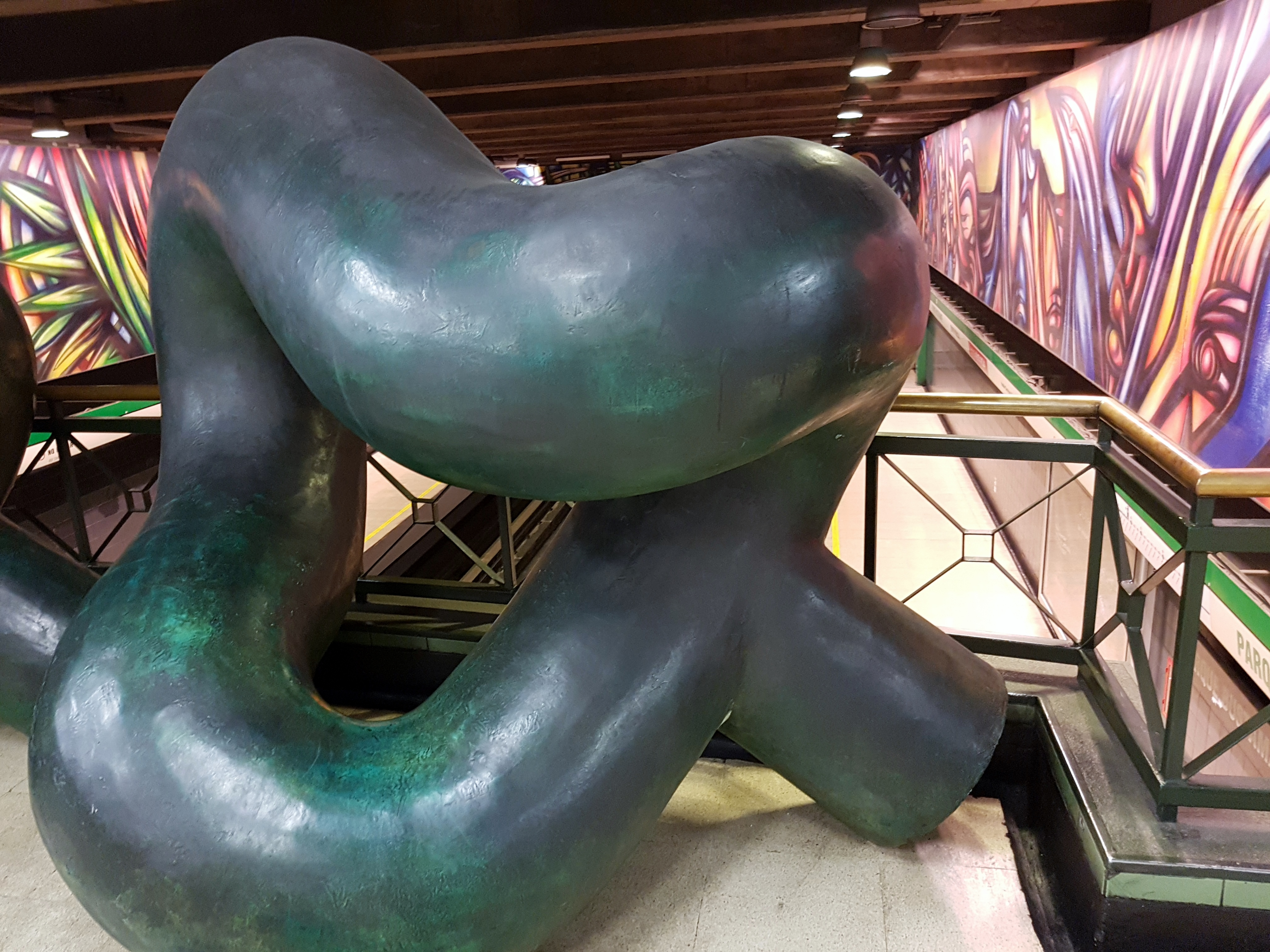
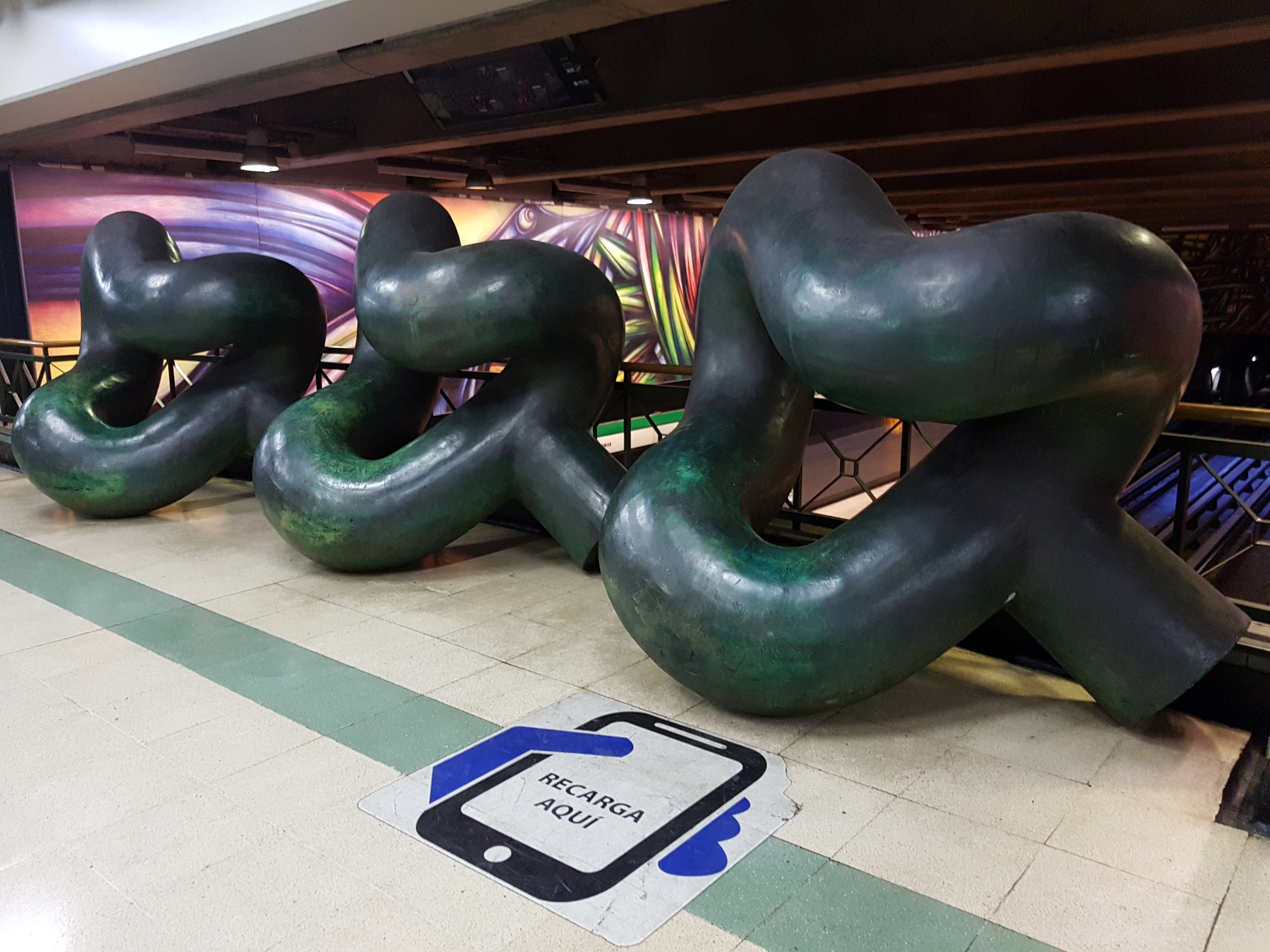
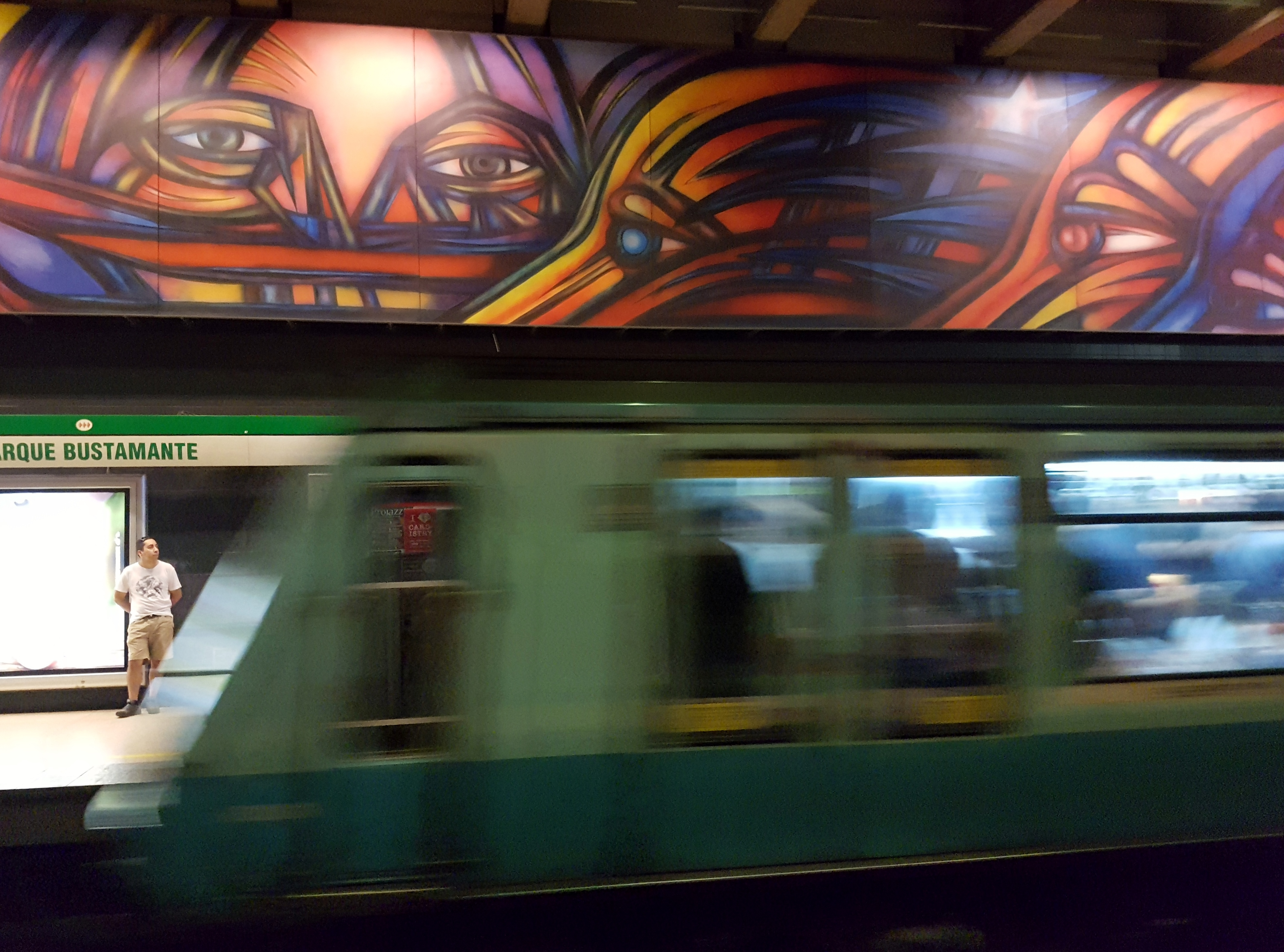
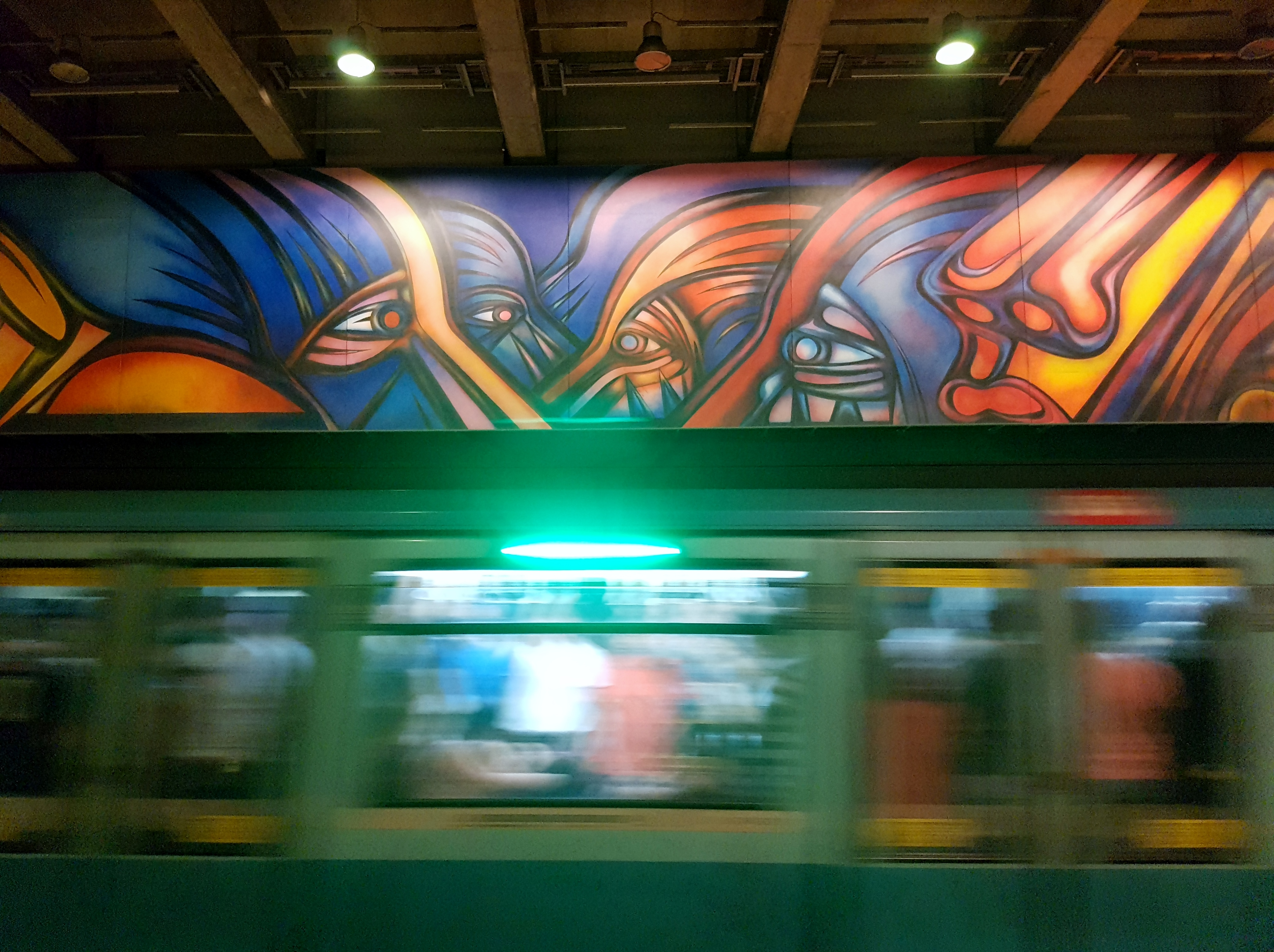
Vida y trabajo, de González
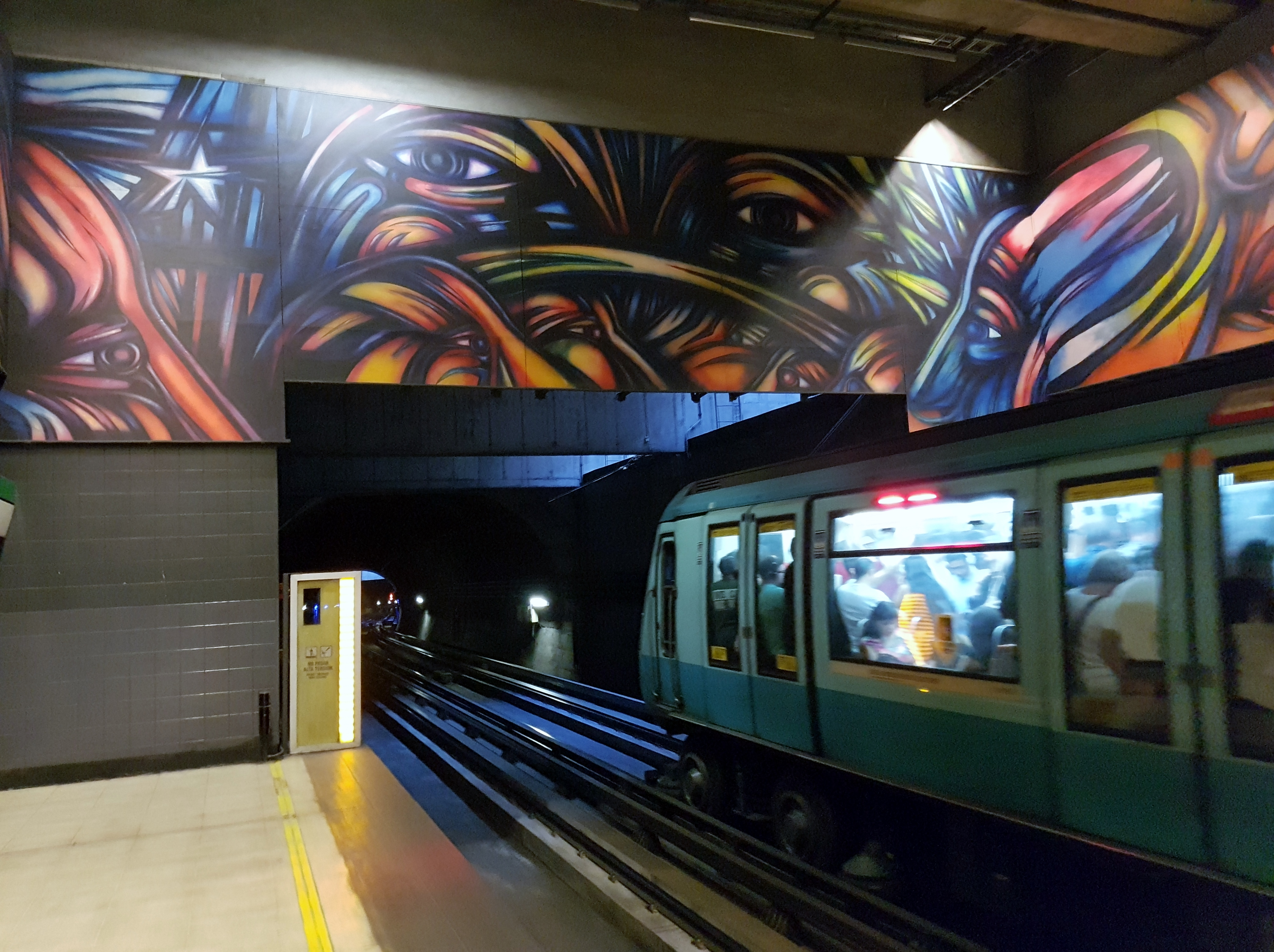
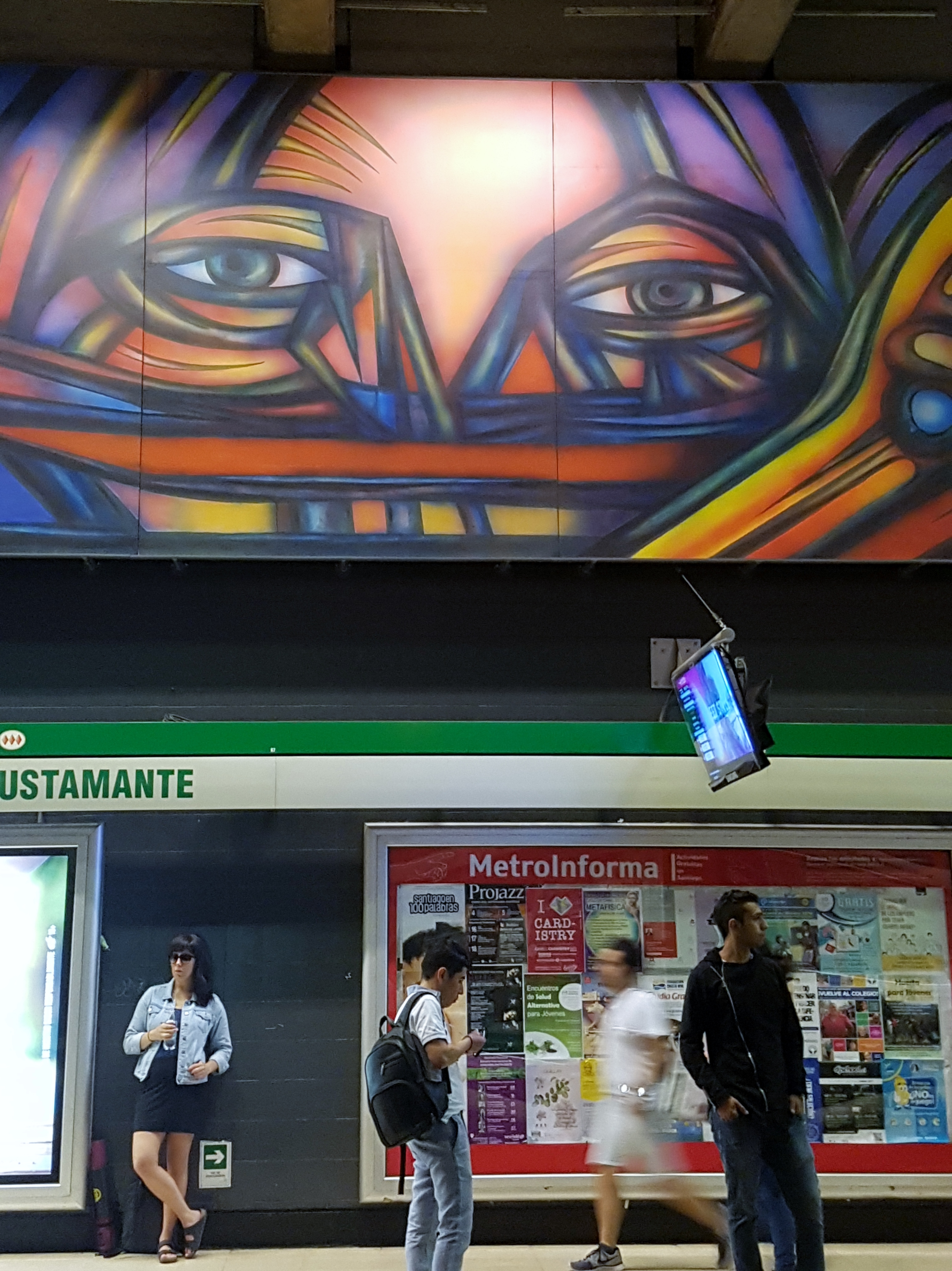
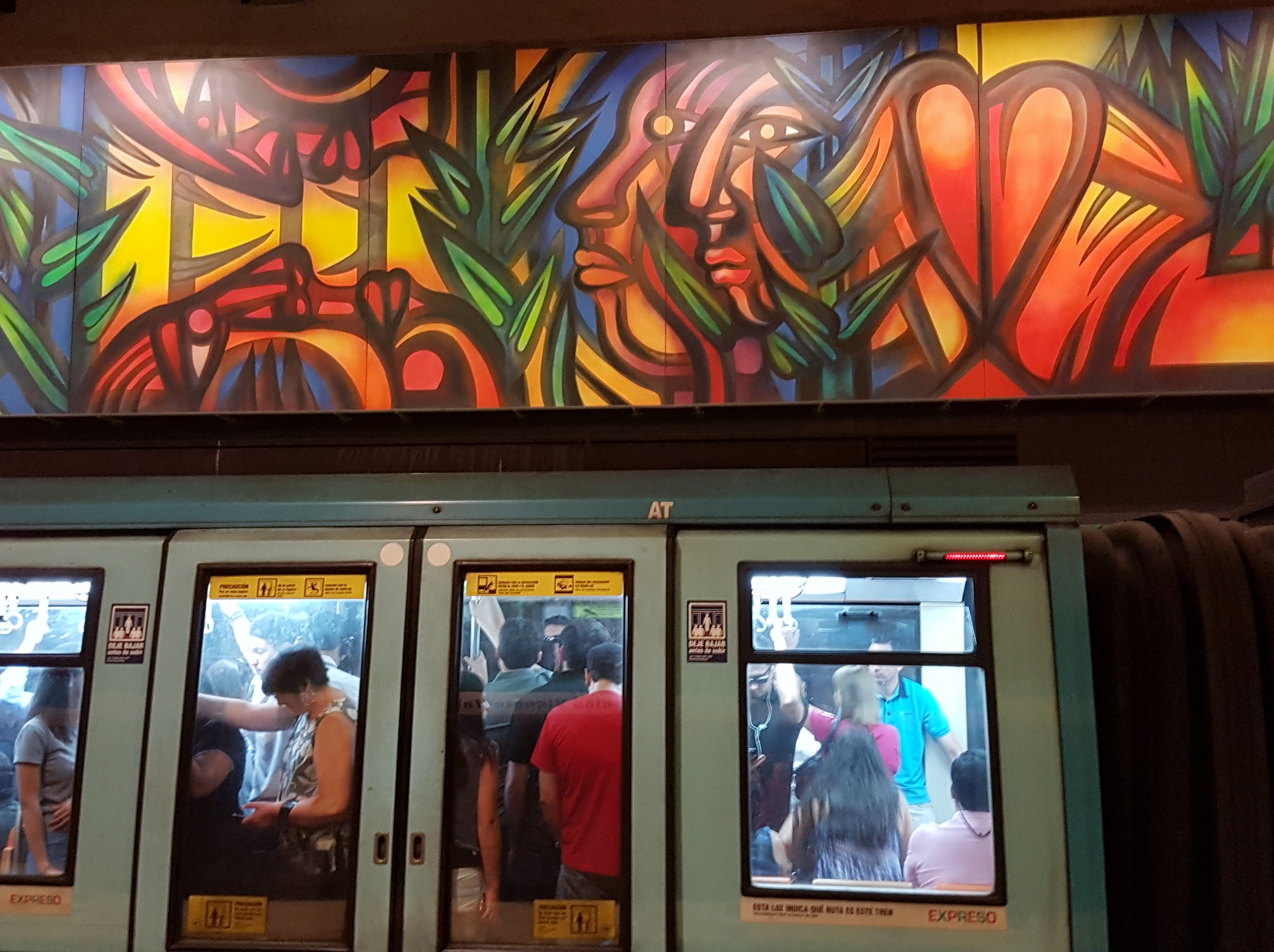
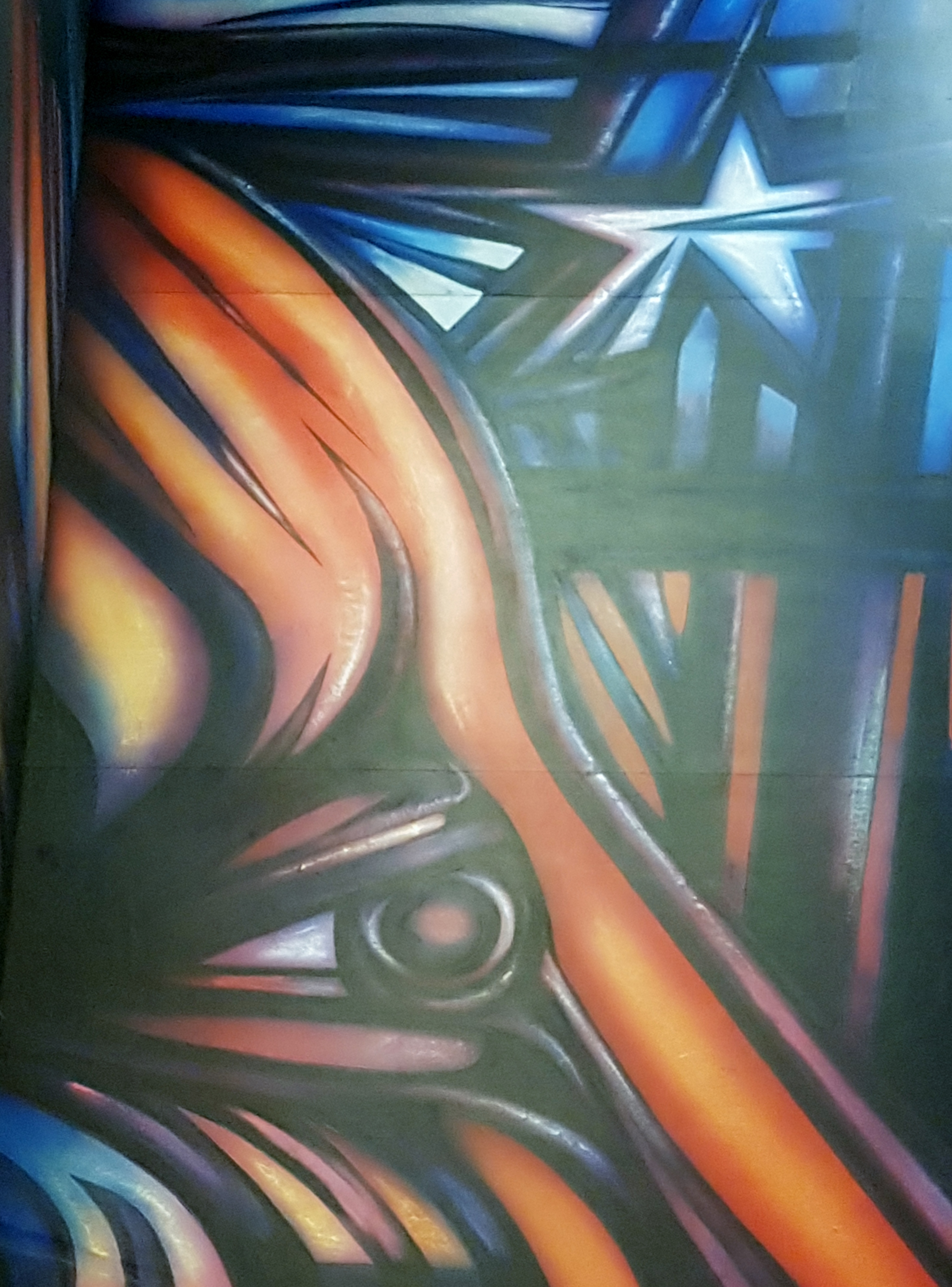
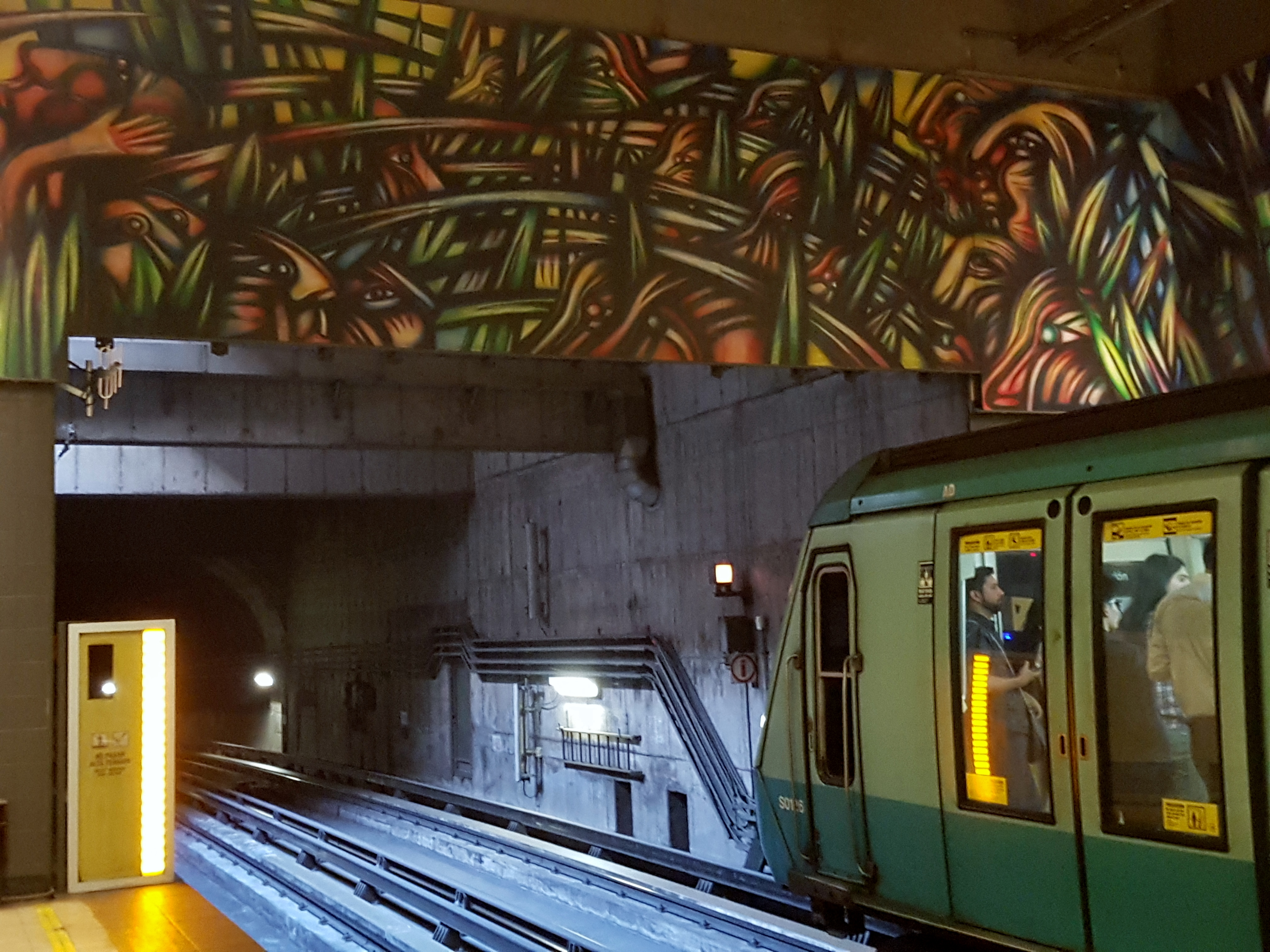

## Conexión con Red Metropolitana de Movilidad
La estación posee 3 paraderos de la Red Metropolitana de Movilidad en sus alrededores (sin la existencia del paradero 3), los cuales corresponden a:
| Paradero/ Código                           | Recorridos |
| ------------------------------------------ | --- |
| Parada 1 / Metro Parque Bustamante (PA172) | 210 (Puente Alto) - 210v (Av. México) - 213e (Puente Alto) - 403 (La Reina) - 422 (La Reina) - 513 (José Arrieta) - 516 (Las Parcelas) - 519 (Av. Grecia) - F30n (Bajos de Mena) - H13 (Santa Olga) |
| Parada 2 / Metro Parque Bustamante (PC84)  | 210 (Estación Central) - 210v (Estación Central) - 213e (Plaza Italia) - 403 (Metro Santa Ana) - 513 (El Montijo) - 516 (Pudahuel Sur) - 519 (Alameda) - F30n (La Moneda)                           |
| Parada 4 / Metro Parque Bustamante (PC503) | 501 (Fin del recorrido / Fleming) - 518 (J.J. Pérez) |